# 王向偉
王向偉，前任英文報章《南華早報》總編輯，中國社會科學院研究生院新聞系與北京外國語大學畢業。他在傳媒界工作 20 年，在1996 年加入南華早報，擔任中國商業記者，2000 年晉升為中國版編輯，2007 年則再次升遷為副總編輯，2011年升爲總編輯。2012年6月，因向該報編輯Alex Price施壓壓縮報導李旺陽事件而飽受爭議。

## 外部連結
- 王向偉 | 香港南華早報